# Radu Paladi
Radu Paladi (født 16. januar 1927 i Storozhynets, Ukraine - død 30. maj 2013 i Bukarest, Rumænien) var en rumænsk komponist, pianist, dirigent og lærer.
Paladi studerede klaver på Cernăuți Musikkonservatorium (1941-1943). Han forsatte med at studere klaver og komposition på Ciprian Porumbescu Musikkonservatoriet i Bukarest (1947-1956), hos bla. Paul Constantinescu og Theodor Rogalski. Han har skrevet symfonisk musik, orkesterværker, kammermusik, koncertmusik, korværker, sange, klaverstykker, filmmusik etc. Paladi underviste som lærer i klaver og komposition på Caragiale National University of Theatre and Film i Bukarest.

## Udvalgte værker
- Symfonisk suite "Den lille tryllefløjte" (1954) - for orkester
- Symfonisk suite "Bistangen i Bărăgan" (1957) - for orkester
- Klaverkoncert (1989) - for klaver og orkester
- Violinkoncert (2002) - for violin og orkester